# 혼다 다다시게
혼다 다다시게(일본어: 本多忠誠, 1761년 ~ 1832년 4월 8일)는 일본 에도 시대의 다이묘로, 이즈미번의 3대 번주이다. 어릴적 이름은 유지로(勇次郎)이며, 관위는 종5위하, 가와치노카미, 엣추노카미이다.
1761년 음력 1월, 이즈미 번의 2대 번주 혼다 다다카즈의 맏아들로 태어났지만, 서자였기 때문에 정실 소생인 동생 다다오가 적자가 되었다. 그런데 1785년, 다다오가 아버지에 의해 폐적되면서 다다시게가 세자 자리에 올랐다. 1799년 음력 10월 23일, 아버지가 은거함에 따라 가문을 계승하고 3대 번주가 되었다.
아버지의 정책을 계승하여 농촌 구제와 학문 장려, 번 재정 재건을 목적으로 한 검약에 힘썼다. 1815년 음력 7월 5일, 맏아들 다다토모에게 번주직을 물려주고 은거하였다. 1832년, 72세의 나이로 사망하였다.
| 전임 혼다 다다카즈 | 제3대 이즈미번 번주 (혼다 가문) 1799년 ~ 1815년 | 후임 혼다 다다토모 |